# Ghulam Siddiq Charkhi
Ghulam Siddiq Charkhi (* 1894; † 1962) war ein afghanischer Diplomat und Politiker.

## Leben
Ghulam Siddiq Khan Charkhi war der Sohn von Ghulam Haidar Khan Charkhi, einem Feldmarschall aus der Armee von Habibullah Khan, und der Bruder von Ghulam Nabi Charkhi. Er wurde der Sekretär von Amanullah Khan.
Nach dem Ende des Dritten Anglo-Afghanischen Krieges, am 8. August 1919 besuchte Mohammad Wali Darwazi europäische Hauptstädte und Washington, D.C., um diplomatische Beziehungen aufzunehmen. Dieser Mission gehörte Ghulam Siddiq Khan Charkhi als Gesandtschaftsrat zweiter Klasse an. 1921 war er Mitunterzeichner des Afghanisch-Sowjetischen Vertrages.
1927, als Mahmud Tarzi in Europa war, war er geschäftsführender Außenminister.
1931 wurde er Gesandter in Berlin. Nachdem Mohammed Nadir Schah Ghulam Nabi Charkhi am 7. November 1932 hinrichten ließ, ließ er dessen Bruder in Berlin durch seinen Halbbruder Sardar Mohammed Aziz Khan ablösen. Ghulam Siddiq Charkhi blieb bis nach dem 8. Mai 1945 in Berlin und kehrte anschließend nach Afghanistan zurück.